# بوتالاندا
بوتالاندا (به لاتین: Butalanda) یک منطقهٔ مسکونی در سری‌لانکا است که در استان مرکزی (سری‌لانکا) واقع شده‌است.